# Slag bij Rijmenam

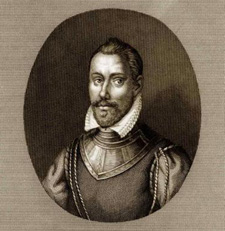
Graaf Boussu, overwinnaar te Rijmenam.

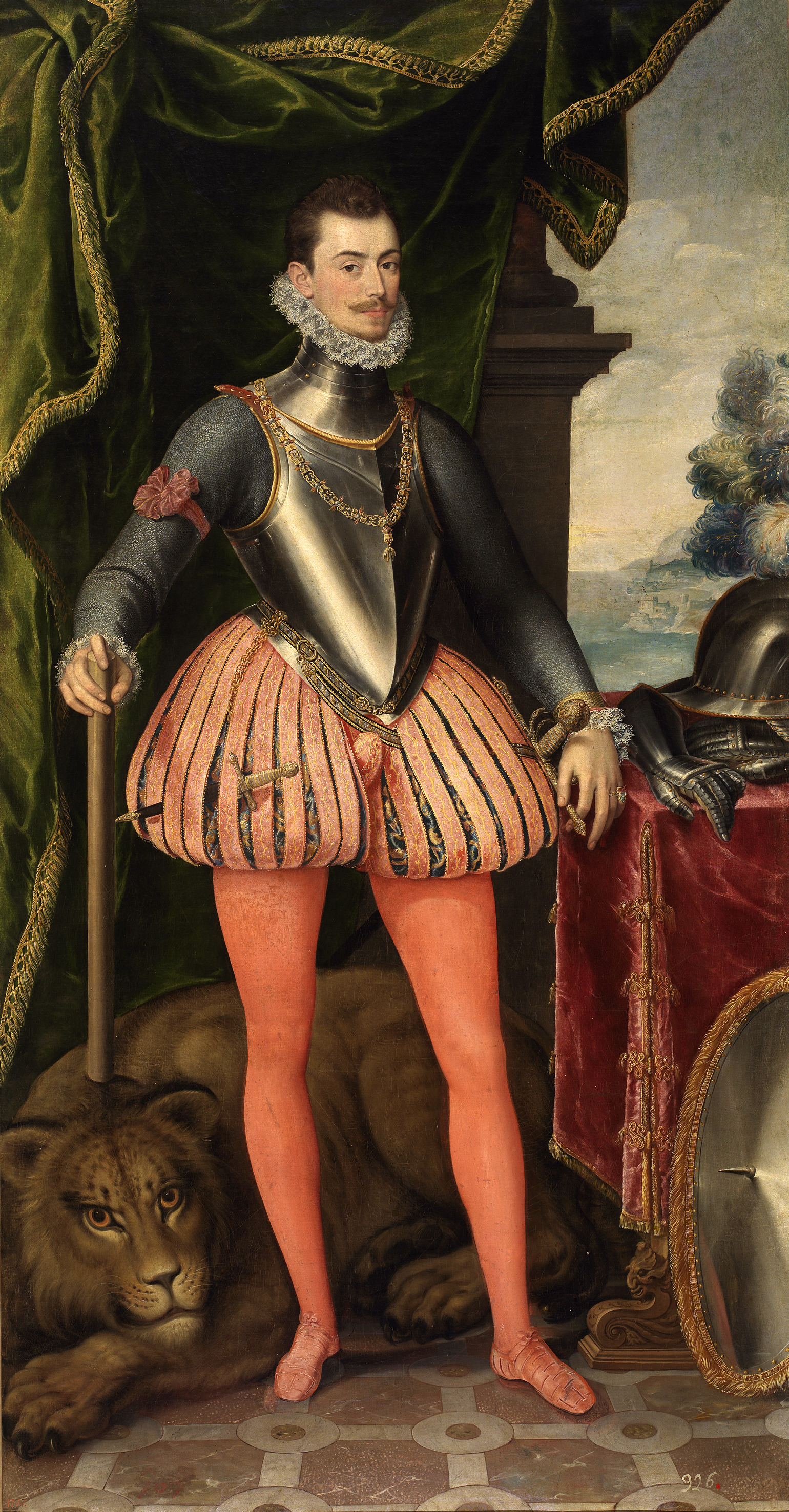
Don Juan, verliezer te Rijmenam.

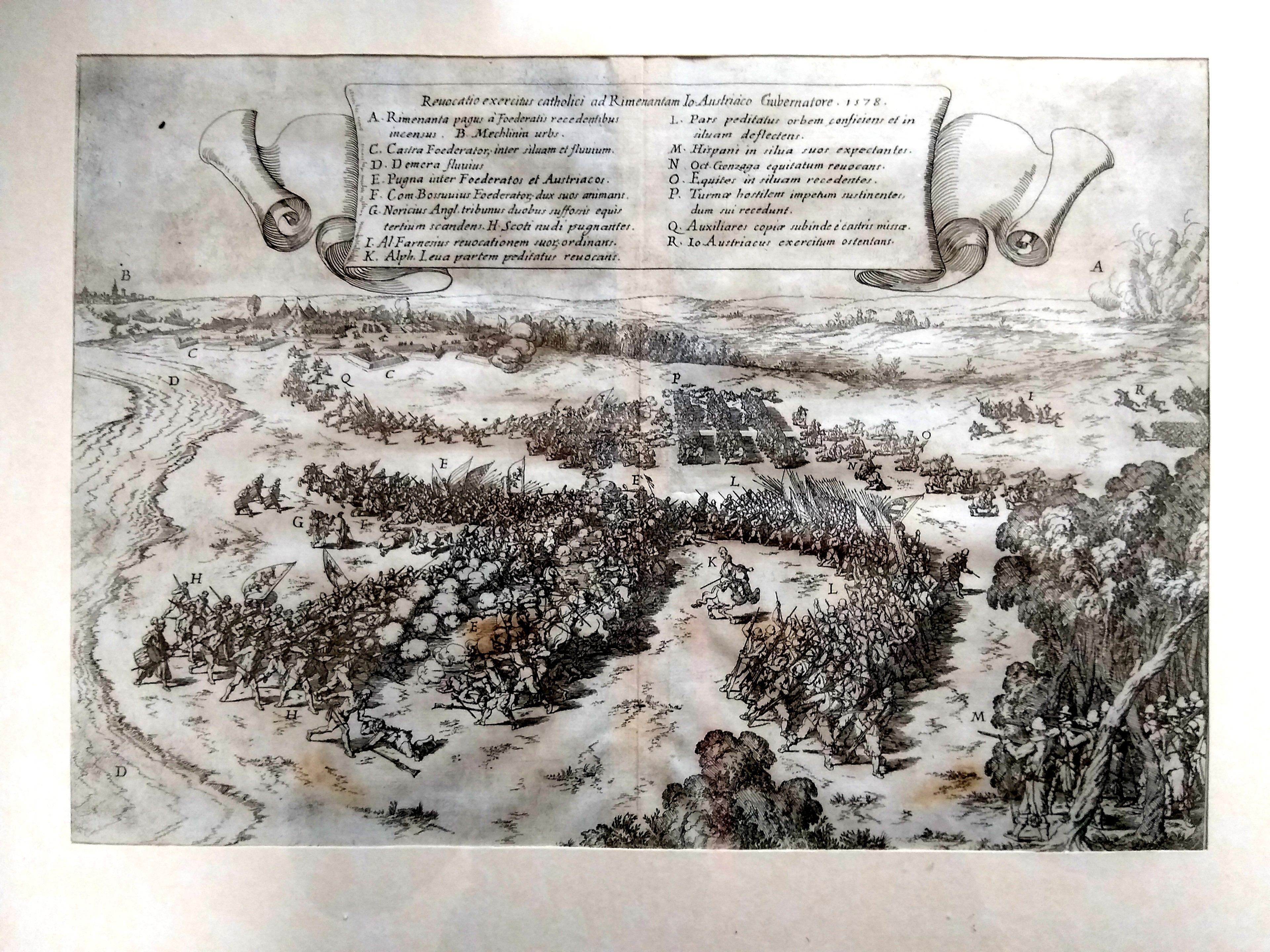
Alonso de Leyva belegert Rijmenam bij Mechelen, 1578

De Slag bij Rijmenam was een veldslag te Rijmenam op 1 augustus 1578, in het begin van de Tachtigjarige Oorlog tussen de Staten-Generaal van de Nederlanden en de Spaanse gouverneur-generaal. De slag eindigde als een nederlaag voor de Spanjaarden.

## Achtergrond
Na de Pacificatie van Gent braken in de Nederlanden opstanden uit tegen koning Filips II van Spanje. Die zond toen zijn halfbroer Don Juan in november 1576 met versterking naar het gebied. Hij had een overwinning geboekt in de Slag bij Gembloers. Daarop zonden Elizabeth I en de hertog van Anjou versterkingen voor de Staten-Generaal. Die sloegen in juli 1578 hun kamp op te Rijmenam onder de algemene leiding van de graaf van Boussu. Ze telden 12.000 man voetvolk en 7000 ruiters. De Engelse huurlingen stonden onder leiding van John Norris en Richard Bingham, de Schotse huurlingen onder Robert Stuart en de Franse hugenoten onder François de La Noue. Ze wachtten nog op versterking van Johan I van Palts-Zweibrücken die bij Zutphen wachtte op huurlingen die nog niet betaald waren.
Don Juan beschikte over 12.000 man voetvolk en 5000 ruiters en wilde daarom aanvallen vooraleer de versterking vanuit Zutphen zou aankomen. Zijn ondergeschikten Alexander Farnese en Gabrio Serbelloni vonden dat te gewaagd, maar Don Juan zette zijn plan door en viel aan.

## De slag
Het leger van Don Juan viel aan vroeg in de morgen op 1 augustus. Hij probeerde Boussu naar voor te lokken voor een slag in open veld, maar die bleef achter de gegraven approches. Na drie uren wachten beval Don Juan een compagnie musketiers onder Alonso de Leyva en drie groepen kurassiers onder Markies del Monte om een schijnaanval in te zetten tegen de achterzijde van het dorp. Dit keer stuurde Boussu Norris ernaartoe. Na dit eerste treffen kwamen de Schotten onder Stuart en de Spaanse infanterie onder Fernando Álvarez de Toledo mee in de strijd. Tezelfdertijd rukte Alexander Farnese op naar de grachten. Toledo sloeg Norris terug tot in het dorp. Norris stak enkele huizen in brand en zette een tegenaanval in. De Spaanse commandanten dachten dat Boussu de terugtocht bevolen had en daarom alles in brand liet steken. Leyla en Toledo vochten met 500 musketiers en 600 ruiters hun weg naar het midden van het dorp.
Daarop opende de artillerie van Boussu het vuur en vielen de Schotten aan. Alexander Farnese leidde daarop de terugtocht in. Boussu zag af van een achtervolging.

## Nasleep
Na de slag trok Don Juan eerst naar Aarschot (dat enkele dagen later geplunderd en uitgemoord werd) vervolgens via Tienen en naar een schans te Bouge, vlak bij Namen, waar hij op 1 oktober in een armzalig huisje stierf, vermoedelijk aan buiktyfus.